# 胡安·安东尼奥·希门尼斯
胡安·安东尼奥·希门尼斯（西班牙語：Juan Antonio Jiménez，1959年5月11日—），西班牙男子马术运动员。他曾代表西班牙参加2000年和2004年夏季奥林匹克运动会马术比赛，其中2004年奥运会获得一枚银牌。之後以65歲之齡參加2024年夏季奧運會，成為該賽事最年長的參賽者。